# فيلي كريستي
فيلي كريستي (بالإنجليزية: Willie Christie)‏ هو مصور موضة ومصور بريطاني، ولد في 14 نوفمبر 1948.

## وصلات خارجية
- الموقع الرسمي
- فيلي كريستي على موقع IMDb (الإنجليزية)
- فيلي كريستي على موقع ميوزك برينز (الإنجليزية)
- فيلي كريستي على موقع قاعدة بيانات الفيلم (الإنجليزية)